# Coup d'arrêt (technique de combat)
Pour les articles homonymes, voir Arrêt.
Le coup d'arrêt est une action portée sur l’attaque adverse destiné à neutraliser celle-ci. 

## Escrime
En escrime, le plus souvent à l'épée, le coup d'arrêt est une contre-offensive à une opposition.

## En sports de combat de percussion
En boxe, il a deux objectifs :
- Sur avancé adverse, limiter la progression adverse (défense active) ;
- Annihiler l’attaque adverse dès son déclenchement (défense active). Par exemple, porter un jab afin de stopper net la progression adverse.

Le plus souvent, l’arrêt est un coup « lourd » et profond qui a suffisamment de puissance pour mettre en fin de course le déplacement adverse (phénomène dit de « mise en butoir »). Il est porté le bras tendu en passant l’épaule et la hanche ce qui lui donne de la puissance. Par conséquent, un coup « sec » n’est pas toujours suffisant pour stopper l’inertie adverse. En « boxe éducative » ou « boxe assaut », la puissance de frappe étant prohibée, ainsi la réalisation du coup d’arrêt nécessite un savant dosage de l’inertie du poing. Ainsi, il est réalisé le plus souvent en tendant le bras, coude verrouillé en fin de course.
Outre son rôle défensif, lorsqu’il est porté avec vigueur et dans un esprit offensif elle se rapproche du coup de contre.

## En sports de combat de préhension
En lutte, il a pour objectif de bloquer soudainement l’attaque adverse par un geste de verrouillage et dans sa continuité permettre de placer une contre-attaque (contre-prise).

## Galerie

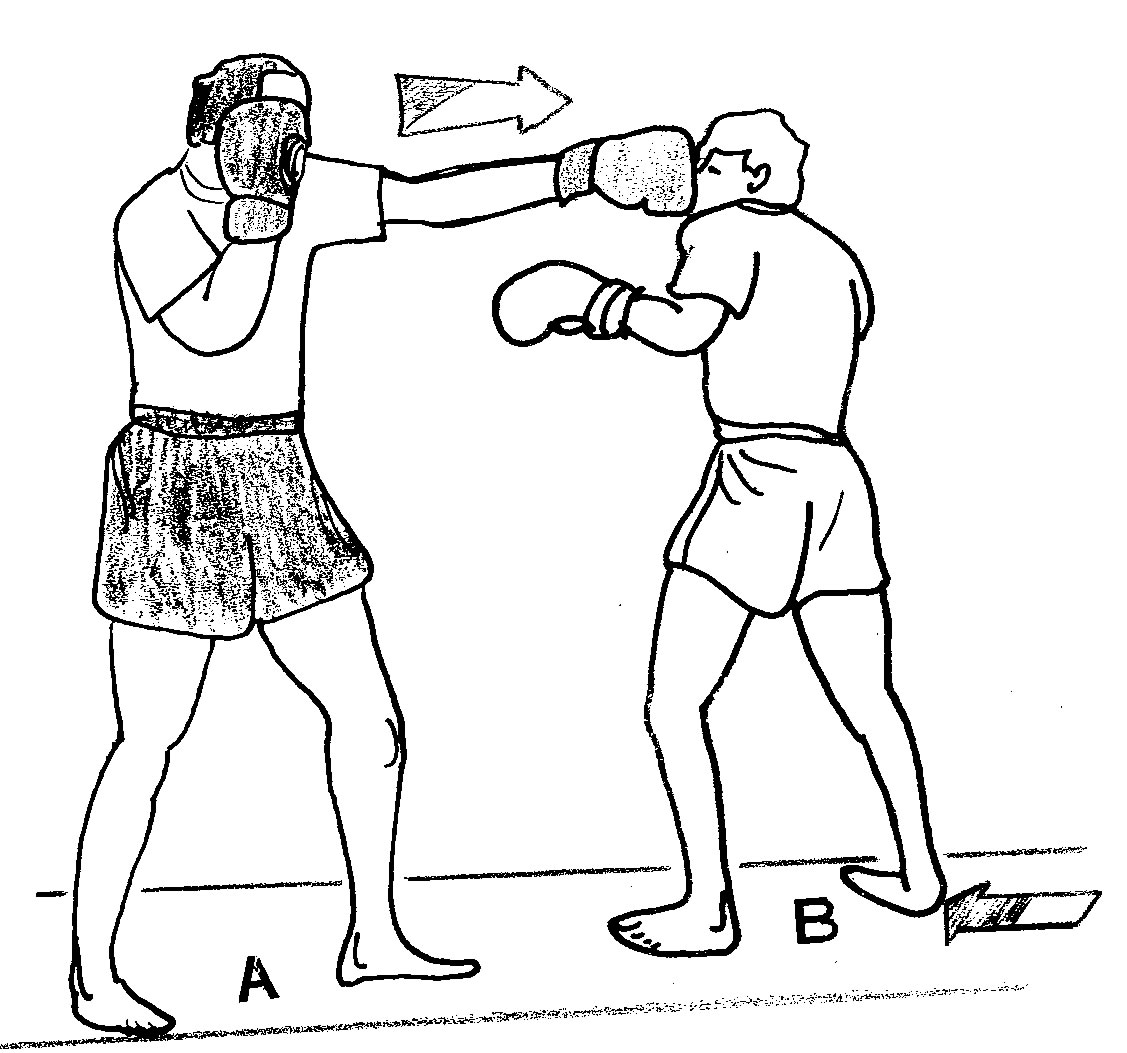
Coup de poing d'arrêt lors d'une avancée adverse.
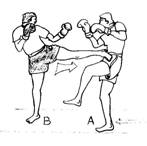
Coup de pied d'arrêt lors d'un déclenchement d'attaque.